# 우단털파리속
우단털파리속(Plecia)은 파리목 털파리과의 한 속이다.

## 주요 종
국내에는 2종이 알려져 있었으며, 2022년 미기록종이 보고되었다. '러브버그'로 알려진 P. nearctica는 한반도에 자생하지 않으므로 러브버그로 보고된 것은 미기록종으로 보고되었던 붉은등우단털파리의 오동정이다.
- 우단털파리 P. adiastola Hardy & Takahashi, 1960
- 붉은등우단털파리 P. longiforceps Duda, 1933
- 플레키아 네아르크티카 "P. nearctica" Hardy, 1940
- 검은발가는털파리 P. thulinigra Hardy, 1961